# Svenska mästerskapen i brottning 2024
Svenska mästerskapen i brottning 2024 arrangerades mellan den 21 och 22 mars 2024 i Luleå Energi Arena i Luleå som en del av SM-veckan 2024 (vinter).

## Resultat

### Herrar

#### Grekisk-romersk stil
| Gren   | Guld               | Guld          | Silver            | Silver        | Brons            | Brons          |
| 60 kg  | Adam Silverin      | Örgryte IS    | Mark Loitto       | Spårvägen BK  | Sasun Kepetyan   | Spårvägen BK   |
| 67 kg  | Tim Bergfalk       | Göteborgs AK  | Ilias Ayhan       | Spårvägen BK  | William Ekeroth  | Sundsvalls AIK |
| 72 kg  | Christoffer Dahlén | AIK Brottning | Georgios Barbanos | AIK Brottning | Petter Lund      | Göteborgs AK   |
| 77 kg  | Adam Strandner     | Örgryte IS    | Simon Borkenhagen | Örgryte IS    | Erik Persson     | AIK Brottning  |
| 82 kg  | Albin Olofsson     | AIK Brottning | Artur Ovsepian    | Spårvägen BK  | Vilhelm Larsson  | Arboga AK      |
| 87 kg  | Hamza Sertcanli    | Spårvägen BK  | Timmy Sköld       | Norrtälje BK  | Anton Olsson     | BK Ore         |
| 97 kg  | Oskar Johansson    | Varbergs BoIS | Algot Källman     | BK Ore        | Anton Eurén      | Örgryte IS     |
| 130 kg | Leon Kessidis      | AIK Brottning | Walid Said        | AIK Brottning | Timur Shamuradov | IK Dana        |

#### Fristil
| Gren   | Guld            | Guld             | Silver               | Silver        | Brons              | Brons          |
| 61 kg  | Mujtaba Habibi  | BK Envig         | David Jansson        | Motala ABK    | Mohammad Faqirzada | BK Athén       |
| 65 kg  | Inaya Mohzeini  | Västerås BK      | Yurii Postol         | BK Athén      | Marwan Nazeer      | BK Athén       |
| 70 kg  | Andrii Kholiava | BK Athén         | Ali Reza Karimi      | BK Envig      | Osman Vacoev       | Helsingborg WT |
| 74 kg  | Gholam Soltani  | Örebro Fight Gym | Carl Hoga Norberg    | BK Athén      | Khalid Jumzada     | IK Dana        |
| 79 kg  | Emil Bertzell   | Oskarshamns BK   | Ruhulla Kharoti      | Norbergs BK   | Henrik Lund        | Motala ABK     |
| 86 kg  | Vilhelm Larsson | Arboga AK        | Triantafyllos Loukas | AIK Brottning | Charlie Sand       | Kolsva IF      |
| 97 kg  | Peter Kovar     | AIK Brottning    | Mahdi Barbari        | Heby BK       | Reza Yavari        | IK Dana        |
| 125 kg | Leon Kessidis   | AIK Brottning    | Walid Said           | AIK Brottning | Vincent Petersson  | Norrköpings BK |

### Damer
| Gren  | Guld              | Guld                  | Silver        | Silver         | Brons            | Brons          |
| 50 kg | Nelly Johansson   | BK Athén              | Ella Jacobson | Eskilstuna GAK | Ina Jansson      | Oskarshamns BK |
| 53 kg | Ellen Östman      | Umeå Brottning        | Nanny Jönsson | Dalby BK       | Matilda Jarding  | BK Atlas       |
| 57 kg | Evelina Hulthén   | Arboga AK             | Tindra Dalmyr | Varbergs BoIS  | Sofia Phakdeeyut | BK Falkenberg  |
| 62 kg | Amelia Samuelsson | AIK Brottning         | Agnes Nygren  | Klippans BK    | Selma Nord       | Arboga AK      |
| 68 kg | Hedda Förare Berg | Helsingborg WT        | Wilma Hoffman | Sundsvalls AIK | Nora Svensson    | Helsingborg WT |
| 76 kg | Elvira Ersson     | Karl Gustaf Brottning | Alva Lehnberg | Arboga AK      | Wilma Skoog      | Klippans BK    |